# Hồ Chilwa
Hồ Chilwa là hồ lớn thứ hai ở Malawi, sau hồ Malawi. Nó nằm ở phía tây quận Zomba, gần biên giới với Mozambique. Nó dài khoảng 50 km theo chiều bắc-nam và rộng khoảng 35 km theo chiều đông-tây. Bao quanh hồ là các vùng đầm lầy rộng lớn.
335 làng với trên 60.000 dân làm nghề đánh cá trong hồ và đánh bắt mỗi năm trên 17.000 tấn cá, chiếm khoảng 20% sản lượng cá đánh bắt tại Malawi.
Hồ này không có lối thoát nước ra và bị rủi ro khô cạn nếu nước trong lưu vực của nó bị chia sẻ lãng phí cho các nhu cầu của con người. Tổ chức phát triển quốc tế Đan Mạch hiện đang có các dự án tại đây nhằm bảo tồn hồ và các vùng đất lầy lội của nó.
Có một đảo lớn ở phía tây hồ là đảo Chisi với diện tích khoảng 13 km².